# طواف بحيرة تشينغهاي 2019
طواف بحيرة تشينغهاي 2019  هو سباق دراجات هوائية، وهو الموسم رقم 18 من السباق، وأقيم خلال الفترة 14 يوليو 2019، وحتى 27 يوليو 2019، وامتدّ لمسافة 1631 كيلومتر، وهو أحد سباقات طواف آسيا للدراجات 2019، وهو من نوع  سباق المرحلة، وهو من نوع  سباق الدراجات.
فاز فيه بالمركز الأول  Robinson Chalapud ‏، وبالمركز الثاني  أوسكار سبييا ريبيرا، وبالمركز الثالث  بنيامين ديبول، والفائز في ترتيب التسلق   إدوارد مايكل جروسو، والفائز حسب ترتيب التسلق  هيرنان أغيري، والفريق الفائز في ترتيب الفرق  2019 Medellín.

## الفرق
| فرق قارية محترفة (6)- Bardiani CSF - برجس بي إتش 2019 ‏ - ديلكو ‏ - ويلير تريستينا-سيل إيطاليا 2019 ‏ - نيبو-فيني فانتيني-يوربا أوفيني ‏ - W52–FC Porto ‏ فرق قارية (16)- بايك أيد 2019 ‏ - China Continental Team of Gansu Bank ‏ - إيفوبرو ريسينغ 2019 ‏ - Giant Cycling Team ‏ - Interpro Cycling Academy ‏ - ميديلين 2019 ‏ - مايو سي سي إن برو سايكلنج ‏ - مينسك سي سي 2019 ‏ - Mitchelton–BikeExchange ‏ - Parkhotel Valkenburg CT ‏ - Ningxia Sports Lottery Continental Team ‏ - Tianyoude Hotel Cycling Team ‏ - Sakarya BB Pro Team ‏ - تيم سابورا سايكلنج ‏ - Shenzhen Xidesheng Cycling Team ‏ - فوستر أيه تي إس تيم 2019 ‏ |  |
| |  |

## المراحل
| قائمة المراحل | قائمة المراحل | قائمة المراحل                          | قائمة المراحل               | قائمة المراحل | قائمة المراحل      | قائمة المراحل       |
| المرحلة       | التاريخ       | الدورة                                 |                             | المسافة (كم)  | الفائز بالمرحلة    | القائد العام        |
| ------------- | ------------- | -------------------------------------- | --------------------------- | ------------- | ------------------ | ------------------- |
| مرحلة 1       | 14 يوليو      | شينينغ – شينينغ                        | سباق الطريق ضد الساعة للفرق | 40            | Medellín           | روبيزون أويولا      |
| مرحلة 2       | 15 يوليو      | شينينغ – شينينغ                        | مرحلة مستوية                | 119           | برينتون جونز       | فايمار رولدان ‏      |
| مرحلة 3       | 16 يوليو      | Duoba ‏ – Guide County ‏                 | مرحلة جبلية                 | 140           | إدوارد مايكل جروسو | أوسكار سبييا ريبيرا |
| مرحلة 4       | 17 يوليو      | Guide County ‏ – Longyangxia, Qinghai ‏  | مرحلة جبلية متوسطة          | 100           | هيرنان أغيري       | Robinson Chalapud ‏  |
| مرحلة 5       | 18 يوليو      | Gonghe ‏ – Caka Town, Ulan County ‏      | مرحلة جبلية                 | 173           | Georgios Bouglas ‏  | Robinson Chalapud ‏  |
| مرحلة 6       | 19 يوليو      | Caka Town, Ulan County ‏ – Bird Island ‏ | مرحلة جبلية متوسطة          | 136           | إدوارد مايكل جروسو | Robinson Chalapud ‏  |
| مرحلة 7       | 20 يوليو      | Haiyan ‏ – Haiyan ‏                      | فردي ضد الساعة              | 42            | بنيامين ديبول      | Robinson Chalapud ‏  |
| مرحلة 8       | 21 يوليو      | Xihaizhen ‏ –                           | مرحلة جبلية متوسطة          | 224           | Alex Molenaar ‏     | Robinson Chalapud ‏  |
| مرحلة 9       | 22 يوليو      | مٍیُوًا خُوِذُو ذِجِشِیًا ‏ – Minle County ‏       | مرحلة جبلية متوسطة          | 160           | Siarhei Papok ‏     | Robinson Chalapud ‏  |
| مرحلة 10      | 24 يوليو      | جينشانغ – ووي                          | مرحلة مستوية                | 116           | أندريا جوارديني    | Robinson Chalapud ‏  |
| مرحلة 11      | 25 يوليو      | Minqin County ‏ – صحراء تنغر            | مرحلة جبلية                 | 153           | Roy Eefting ‏       | Robinson Chalapud ‏  |
| مرحلة 12      | 26 يوليو      | تشونغ وى – تشونغ وى                    | مرحلة مستوية                | 111           | Roy Eefting ‏       | Robinson Chalapud ‏  |
| مرحلة 13      | 27 يوليو      | ينشوان – ينشوان                        | مرحلة مستوية                | 117           | ماثيو جيبسون       | Robinson Chalapud ‏  |

## النتيجة

### مرحلة 1
هي مرحلة من نوع سباق الطريق ضد الساعة للفرق، أجريت في 14 يوليو 2019، وامتدّت لمسافة 40 كيلومتر فاز بالمرحلة  ميديلين 2019 ‏، ومتصدر الترتيب العام في نهاية المرحلة  روبيزون أويولا.
| التصنيف العام         | التصنيف العام       | التصنيف العام         | التصنيف العام                       | التصنيف العام  |
| العداء                | العداء              | البلد                 | الفريق                              | الوقت          |
| --------------------- | ------------------- | --------------------- | ----------------------------------- | -------------- |
| 1                     | روبيزون أويولا      | كولومبيا              | Medellín                            | 49 دقيقة 37 ث  |
| 2                     | فايمار رولدان ‏      | كولومبيا              | Medellín                            | + 0 ث          |
| 3                     | والتر فارغاس        | كولومبيا              | Medellín                            | + 0 ث          |
| 4                     | Cristhian Montoya ‏  | كولومبيا              | Medellín                            | + 0 ث          |
| 5                     | Robinson Chalapud ‏  | كولومبيا              | Medellín                            | + 0 ث          |
| 6                     | أوسكار سبييا ريبيرا | إسبانيا               | Medellín                            | + 0 ث          |
| 7                     | Bai Lijun ‏          | جمهورية الصين الشعبية | Ningxia Sports Lottery Livall Gusto | + 1 دقيقة 28 ث |
| 8                     | أولكسندر بوليفودا   | أوكرانيا              | Ningxia Sports Lottery Livall Gusto | + 1 دقيقة 28 ث |
| 9                     | كارلوس كوينتيرو     | كولومبيا              | Ningxia Sports Lottery Livall Gusto | + 1 دقيقة 28 ث |
| 10                    | ميشيل كريدر         | هولندا                | Ningxia Sports Lottery Livall Gusto | + 1 دقيقة 28 ث |
| مصدر: ProCyclingStats |                     |                       |                                     |                |

### مرحلة 2
هي مرحلة مسطحة، أجريت في 15 يوليو 2019، وامتدّت لمسافة 119 كيلومتر فاز بالمرحلة  برينتون جونز، ومتصدر الترتيب العام في نهاية المرحلة  فايمار رولدان ‏.
| التصنيف العام         | التصنيف العام       | التصنيف العام | التصنيف العام                       | التصنيف العام     |
| العداء                | العداء              | البلد         | الفريق                              | الوقت             |
| --------------------- | ------------------- | ------------- | ----------------------------------- | ----------------- |
| 1                     | فايمار رولدان ‏      | كولومبيا      | Medellín                            | 3 س 32 دقيقة 22 ث |
| 2                     | روبيزون أويولا      | كولومبيا      | Medellín                            | + 1 ث             |
| 3                     | أوسكار سبييا ريبيرا | إسبانيا       | Medellín                            | + 1 ث             |
| 4                     | Cristhian Montoya ‏  | كولومبيا      | Medellín                            | + 1 ث             |
| 5                     | Robinson Chalapud ‏  | كولومبيا      | Medellín                            | + 1 ث             |
| 6                     | والتر فارغاس        | كولومبيا      | Medellín                            | + 1 ث             |
| 7                     | Georgios Bouglas ‏   | اليونان       | Ningxia Sports Lottery Livall Gusto | + 1 دقيقة 29 ث    |
| 8                     | كارلوس كوينتيرو     | كولومبيا      | Ningxia Sports Lottery Livall Gusto | + 1 دقيقة 29 ث    |
| 9                     | ميشيل كريدر         | هولندا        | Ningxia Sports Lottery Livall Gusto | + 1 دقيقة 29 ث    |
| 10                    | أولكسندر بوليفودا   | أوكرانيا      | Ningxia Sports Lottery Livall Gusto | + 1 دقيقة 29 ث    |
| مصدر: ProCyclingStats |                     |               |                                     |                   |

### مرحلة 3
هي مرحلة جبلية، أجريت في 16 يوليو 2019، وامتدّت لمسافة 140 كيلومتر فاز بالمرحلة  إدوارد مايكل جروسو، ومتصدر الترتيب العام في نهاية المرحلة  أوسكار سبييا ريبيرا.
| التصنيف العام         | التصنيف العام       | التصنيف العام | التصنيف العام                       | التصنيف العام     |
| العداء                | العداء              | البلد         | الفريق                              | الوقت             |
| --------------------- | ------------------- | ------------- | ----------------------------------- | ----------------- |
| 1                     | أوسكار سبييا ريبيرا | إسبانيا       | Medellín                            | 6 س 53 دقيقة 37 ث |
| 2                     | روبيزون أويولا      | كولومبيا      | Medellín                            | + 0 ث             |
| 3                     | Cristhian Montoya ‏  | كولومبيا      | Medellín                            | + 0 ث             |
| 4                     | Robinson Chalapud ‏  | كولومبيا      | Medellín                            | + 0 ث             |
| 5                     | والتر فارغاس        | كولومبيا      | Medellín                            | + 0 ث             |
| 6                     | فايمار رولدان ‏      | كولومبيا      | Medellín                            | + 1 دقيقة 09 ث    |
| 7                     | كارلوس كوينتيرو     | كولومبيا      | Ningxia Sports Lottery Livall Gusto | + 1 دقيقة 28 ث    |
| 8                     | ميشيل كريدر         | هولندا        | Ningxia Sports Lottery Livall Gusto | + 1 دقيقة 28 ث    |
| 9                     | أولكسندر بوليفودا   | أوكرانيا      | Ningxia Sports Lottery Livall Gusto | + 1 دقيقة 28 ث    |
| 10                    | كريستيان رايليانو   | مولدوفا       | Sapura                              | + 2 دقيقة 14 ث    |
| مصدر: ProCyclingStats |                     |               |                                     |                   |

### مرحلة 4
هي مرحلة جبلية متوسطة، أجريت في 17 يوليو 2019، وامتدّت لمسافة 100 كيلومتر فاز بالمرحلة  هيرنان أغيري، ومتصدر الترتيب العام في نهاية المرحلة  Robinson Chalapud ‏.
| التصنيف العام         | التصنيف العام         | التصنيف العام | التصنيف العام            | التصنيف العام     |
| العداء                | العداء                | البلد         | الفريق                   | الوقت             |
| --------------------- | --------------------- | ------------- | ------------------------ | ----------------- |
| 1                     | Robinson Chalapud ‏    | كولومبيا      | Medellín                 | 9 س 35 دقيقة 51 ث |
| 2                     | أوسكار سبييا ريبيرا   | إسبانيا       | Medellín                 | + 32 ث            |
| 3                     | Cristhian Montoya ‏    | كولومبيا      | Medellín                 | + 32 ث            |
| 4                     | والتر فارغاس          | كولومبيا      | Medellín                 | + 1 دقيقة 43 ث    |
| 5                     | بنيامين ديبول         | أستراليا      | Sapura                   | + 2 دقيقة 32 ث    |
| 6                     | جوناثان مونسالف       | فنزويلا       | Tianyoude Hotel          | + 3 دقيقة 04 ث    |
| 7                     | إريك بيرجستروم فريسك ‏ | السويد        | Memil                    | + 3 دقيقة 04 ث    |
| 8                     | Rémy Rochas ‏          | فرنسا         | Delko Marseille Provence | + 3 دقيقة 08 ث    |
| 9                     | Saeid Safarzadeh ‏     | إيران         | Tianyoude Hotel          | + 3 دقيقة 08 ث    |
| 10                    | يسيد سييرا            | كولومبيا      | Tianyoude Hotel          | + 3 دقيقة 08 ث    |
| مصدر: ProCyclingStats |                       |               |                          |                   |

### مرحلة 5
هي مرحلة جبلية، أجريت في 18 يوليو 2019، وامتدّت لمسافة 173 كيلومتر فاز بالمرحلة  Georgios Bouglas ‏، ومتصدر الترتيب العام في نهاية المرحلة  Robinson Chalapud ‏.
| التصنيف العام         | التصنيف العام         | التصنيف العام | التصنيف العام            | التصنيف العام      |
| العداء                | العداء                | البلد         | الفريق                   | الوقت              |
| --------------------- | --------------------- | ------------- | ------------------------ | ------------------ |
| 1                     | Robinson Chalapud ‏    | كولومبيا      | Medellín                 | 14 س 09 دقيقة 51 ث |
| 2                     | أوسكار سبييا ريبيرا   | إسبانيا       | Medellín                 | + 32 ث             |
| 3                     | Cristhian Montoya ‏    | كولومبيا      | Medellín                 | + 32 ث             |
| 4                     | والتر فارغاس          | كولومبيا      | Medellín                 | + 2 دقيقة 03 ث     |
| 5                     | بنيامين ديبول         | أستراليا      | Sapura                   | + 2 دقيقة 32 ث     |
| 6                     | جوناثان مونسالف       | فنزويلا       | Tianyoude Hotel          | + 3 دقيقة 04 ث     |
| 7                     | إريك بيرجستروم فريسك ‏ | السويد        | Memil                    | + 3 دقيقة 04 ث     |
| 8                     | Rémy Rochas ‏          | فرنسا         | Delko Marseille Provence | + 3 دقيقة 08 ث     |
| 9                     | يسيد سييرا            | كولومبيا      | Tianyoude Hotel          | + 3 دقيقة 08 ث     |
| 10                    | Saeid Safarzadeh ‏     | إيران         | Tianyoude Hotel          | + 3 دقيقة 08 ث     |
| مصدر: ProCyclingStats |                       |               |                          |                    |

### مرحلة 6
هي مرحلة جبلية متوسطة، أجريت في 19 يوليو 2019، وامتدّت لمسافة 136 كيلومتر فاز بالمرحلة  إدوارد مايكل جروسو، ومتصدر الترتيب العام في نهاية المرحلة  Robinson Chalapud ‏.
| التصنيف العام         | التصنيف العام         | التصنيف العام | التصنيف العام                       | التصنيف العام      |
| العداء                | العداء                | البلد         | الفريق                              | الوقت              |
| --------------------- | --------------------- | ------------- | ----------------------------------- | ------------------ |
| 1                     | Robinson Chalapud ‏    | كولومبيا      | Medellín                            | 17 س 02 دقيقة 47 ث |
| 2                     | أوسكار سبييا ريبيرا   | إسبانيا       | Medellín                            | + 33 ث             |
| 3                     | Cristhian Montoya ‏    | كولومبيا      | Medellín                            | + 33 ث             |
| 4                     | والتر فارغاس          | كولومبيا      | Medellín                            | + 2 دقيقة 04 ث     |
| 5                     | جوناثان مونسالف       | فنزويلا       | Tianyoude Hotel                     | + 3 دقيقة 05 ث     |
| 6                     | إريك بيرجستروم فريسك ‏ | السويد        | Memil                               | + 3 دقيقة 05 ث     |
| 7                     | Rémy Rochas ‏          | فرنسا         | Delko Marseille Provence            | + 3 دقيقة 09 ث     |
| 8                     | يسيد سييرا            | كولومبيا      | Tianyoude Hotel                     | + 3 دقيقة 09 ث     |
| 9                     | روبيزون أويولا        | كولومبيا      | Medellín                            | + 3 دقيقة 11 ث     |
| 10                    | كارلوس كوينتيرو       | كولومبيا      | Ningxia Sports Lottery Livall Gusto | + 3 دقيقة 12 ث     |
| مصدر: ProCyclingStats |                       |               |                                     |                    |

### مرحلة 7
هي مرحلة من نوع سباق فردي ضد الساعة، أجريت في 20 يوليو 2019، وامتدّت لمسافة 42 كيلومتر فاز بالمرحلة  بنيامين ديبول، ومتصدر الترتيب العام في نهاية المرحلة  Robinson Chalapud ‏.
| التصنيف العام         | التصنيف العام         | التصنيف العام | التصنيف العام   | التصنيف العام      |
| العداء                | العداء                | البلد         | الفريق          | الوقت              |
| --------------------- | --------------------- | ------------- | --------------- | ------------------ |
| 1                     | Robinson Chalapud ‏    | كولومبيا      | Medellín        | 17 س 53 دقيقة 37 ث |
| 2                     | أوسكار سبييا ريبيرا   | إسبانيا       | Medellín        | + 1 دقيقة 24 ث     |
| 3                     | والتر فارغاس          | كولومبيا      | Medellín        | + 1 دقيقة 51 ث     |
| 4                     | بنيامين ديبول         | أستراليا      | Sapura          | + 2 دقيقة 17 ث     |
| 5                     | Cristhian Montoya ‏    | كولومبيا      | Medellín        | + 2 دقيقة 46 ث     |
| 6                     | روبيزون أويولا        | كولومبيا      | Medellín        | + 3 دقيقة 21 ث     |
| 7                     | إريك بيرجستروم فريسك ‏ | السويد        | Memil           | + 3 دقيقة 31 ث     |
| 8                     | يسيد سييرا            | كولومبيا      | Tianyoude Hotel | + 3 دقيقة 41 ث     |
| 9                     | جواكيم سيلفا ‏         | البرتغال      | W52-FC Porto    | + 3 دقيقة 46 ث     |
| 10                    | جوناثان مونسالف       | فنزويلا       | Tianyoude Hotel | + 4 دقيقة 18 ث     |
| مصدر: ProCyclingStats |                       |               |                 |                    |

### مرحلة 8
هي مرحلة جبلية متوسطة، أجريت في 21 يوليو 2019، وامتدّت لمسافة 224 كيلومتر فاز بالمرحلة  Alex Molenaar ‏، ومتصدر الترتيب العام في نهاية المرحلة  Robinson Chalapud ‏.
| التصنيف العام         | التصنيف العام         | التصنيف العام | التصنيف العام                       | التصنيف العام      |
| العداء                | العداء                | البلد         | الفريق                              | الوقت              |
| --------------------- | --------------------- | ------------- | ----------------------------------- | ------------------ |
| 1                     | Robinson Chalapud ‏    | كولومبيا      | Medellín                            | 23 س 02 دقيقة 58 ث |
| 2                     | أوسكار سبييا ريبيرا   | إسبانيا       | Medellín                            | + 1 دقيقة 44 ث     |
| 3                     | بنيامين ديبول         | أستراليا      | Sapura                              | + 2 دقيقة 37 ث     |
| 4                     | يسيد سييرا            | كولومبيا      | Tianyoude Hotel                     | + 4 دقيقة 01 ث     |
| 5                     | إريك بيرجستروم فريسك ‏ | السويد        | Memil                               | + 4 دقيقة 07 ث     |
| 6                     | روبيزون أويولا        | كولومبيا      | Medellín                            | + 4 دقيقة 17 ث     |
| 7                     | جواكيم سيلفا ‏         | البرتغال      | W52-FC Porto                        | + 4 دقيقة 22 ث     |
| 8                     | Branislau Samoilau ‏   | روسيا البيضاء | Minsk Cycling Club                  | + 4 دقيقة 25 ث     |
| 9                     | جوناثان مونسالف       | فنزويلا       | Tianyoude Hotel                     | + 4 دقيقة 54 ث     |
| 10                    | أولكسندر بوليفودا     | أوكرانيا      | Ningxia Sports Lottery Livall Gusto | + 5 دقيقة 16 ث     |
| مصدر: ProCyclingStats |                       |               |                                     |                    |

### مرحلة 9
هي مرحلة جبلية متوسطة، أجريت في 22 يوليو 2019، وامتدّت لمسافة 160 كيلومتر فاز بالمرحلة  Siarhei Papok ‏، ومتصدر الترتيب العام في نهاية المرحلة  Robinson Chalapud ‏.
| التصنيف العام         | التصنيف العام         | التصنيف العام | التصنيف العام                       | التصنيف العام      |
| العداء                | العداء                | البلد         | الفريق                              | الوقت              |
| --------------------- | --------------------- | ------------- | ----------------------------------- | ------------------ |
| 1                     | Robinson Chalapud ‏    | كولومبيا      | Medellín                            | 26 س 47 دقيقة 40 ث |
| 2                     | أوسكار سبييا ريبيرا   | إسبانيا       | Medellín                            | + 1 دقيقة 44 ث     |
| 3                     | بنيامين ديبول         | أستراليا      | Sapura                              | + 2 دقيقة 37 ث     |
| 4                     | يسيد سييرا            | كولومبيا      | Tianyoude Hotel                     | + 4 دقيقة 01 ث     |
| 5                     | إريك بيرجستروم فريسك ‏ | السويد        | Memil                               | + 4 دقيقة 07 ث     |
| 6                     | روبيزون أويولا        | كولومبيا      | Medellín                            | + 4 دقيقة 17 ث     |
| 7                     | جواكيم سيلفا ‏         | البرتغال      | W52-FC Porto                        | + 4 دقيقة 22 ث     |
| 8                     | Branislau Samoilau ‏   | روسيا البيضاء | Minsk Cycling Club                  | + 4 دقيقة 25 ث     |
| 9                     | جوناثان مونسالف       | فنزويلا       | Tianyoude Hotel                     | + 4 دقيقة 54 ث     |
| 10                    | أولكسندر بوليفودا     | أوكرانيا      | Ningxia Sports Lottery Livall Gusto | + 5 دقيقة 16 ث     |
| مصدر: ProCyclingStats |                       |               |                                     |                    |

### مرحلة 10
هي مرحلة مسطحة، أجريت في 24 يوليو 2019، وامتدّت لمسافة 116 كيلومتر فاز بالمرحلة  أندريا جوارديني، ومتصدر الترتيب العام في نهاية المرحلة  Robinson Chalapud ‏.
| التصنيف العام         | التصنيف العام         | التصنيف العام | التصنيف العام                       | التصنيف العام      |
| العداء                | العداء                | البلد         | الفريق                              | الوقت              |
| --------------------- | --------------------- | ------------- | ----------------------------------- | ------------------ |
| 1                     | Robinson Chalapud ‏    | كولومبيا      | Medellín                            | 29 س 16 دقيقة 13 ث |
| 2                     | أوسكار سبييا ريبيرا   | إسبانيا       | Medellín                            | + 1 دقيقة 44 ث     |
| 3                     | بنيامين ديبول         | أستراليا      | Sapura                              | + 2 دقيقة 37 ث     |
| 4                     | إريك بيرجستروم فريسك ‏ | السويد        | Memil                               | + 4 دقيقة 07 ث     |
| 5                     | يسيد سييرا            | كولومبيا      | Tianyoude Hotel                     | + 4 دقيقة 11 ث     |
| 6                     | روبيزون أويولا        | كولومبيا      | Medellín                            | + 4 دقيقة 17 ث     |
| 7                     | جواكيم سيلفا ‏         | البرتغال      | W52-FC Porto                        | + 4 دقيقة 22 ث     |
| 8                     | Branislau Samoilau ‏   | روسيا البيضاء | Minsk Cycling Club                  | + 4 دقيقة 25 ث     |
| 9                     | جوناثان مونسالف       | فنزويلا       | Tianyoude Hotel                     | + 4 دقيقة 54 ث     |
| 10                    | أولكسندر بوليفودا     | أوكرانيا      | Ningxia Sports Lottery Livall Gusto | + 5 دقيقة 16 ث     |
| مصدر: ProCyclingStats |                       |               |                                     |                    |

### مرحلة 11
هي مرحلة جبلية، أجريت في 25 يوليو 2019، وامتدّت لمسافة 153 كيلومتر فاز بالمرحلة  Roy Eefting ‏، ومتصدر الترتيب العام في نهاية المرحلة  Robinson Chalapud ‏.
| التصنيف العام         | التصنيف العام         | التصنيف العام | التصنيف العام                       | التصنيف العام      |
| العداء                | العداء                | البلد         | الفريق                              | الوقت              |
| --------------------- | --------------------- | ------------- | ----------------------------------- | ------------------ |
| 1                     | Robinson Chalapud ‏    | كولومبيا      | Medellín                            | 32 س 39 دقيقة 16 ث |
| 2                     | أوسكار سبييا ريبيرا   | إسبانيا       | Medellín                            | + 1 دقيقة 44 ث     |
| 3                     | بنيامين ديبول         | أستراليا      | Sapura                              | + 2 دقيقة 37 ث     |
| 4                     | إريك بيرجستروم فريسك ‏ | السويد        | Memil                               | + 4 دقيقة 07 ث     |
| 5                     | يسيد سييرا            | كولومبيا      | Tianyoude Hotel                     | + 4 دقيقة 11 ث     |
| 6                     | روبيزون أويولا        | كولومبيا      | Medellín                            | + 4 دقيقة 17 ث     |
| 7                     | جواكيم سيلفا ‏         | البرتغال      | W52-FC Porto                        | + 4 دقيقة 22 ث     |
| 8                     | Branislau Samoilau ‏   | روسيا البيضاء | Minsk Cycling Club                  | + 4 دقيقة 22 ث     |
| 9                     | جوناثان مونسالف       | فنزويلا       | Tianyoude Hotel                     | + 5 دقيقة 04 ث     |
| 10                    | أولكسندر بوليفودا     | أوكرانيا      | Ningxia Sports Lottery Livall Gusto | + 5 دقيقة 16 ث     |
| مصدر: ProCyclingStats |                       |               |                                     |                    |

### مرحلة 12
هي مرحلة مسطحة، أجريت في 26 يوليو 2019، وامتدّت لمسافة 111 كيلومتر فاز بالمرحلة  Roy Eefting ‏، ومتصدر الترتيب العام في نهاية المرحلة  Robinson Chalapud ‏.
| التصنيف العام         | التصنيف العام         | التصنيف العام | التصنيف العام                       | التصنيف العام      |
| العداء                | العداء                | البلد         | الفريق                              | الوقت              |
| --------------------- | --------------------- | ------------- | ----------------------------------- | ------------------ |
| 1                     | Robinson Chalapud ‏    | كولومبيا      | Medellín                            | 34 س 55 دقيقة 31 ث |
| 2                     | أوسكار سبييا ريبيرا   | إسبانيا       | Medellín                            | + 1 دقيقة 44 ث     |
| 3                     | بنيامين ديبول         | أستراليا      | Sapura                              | + 2 دقيقة 37 ث     |
| 4                     | إريك بيرجستروم فريسك ‏ | السويد        | Memil                               | + 4 دقيقة 07 ث     |
| 5                     | يسيد سييرا            | كولومبيا      | Tianyoude Hotel                     | + 4 دقيقة 11 ث     |
| 6                     | روبيزون أويولا        | كولومبيا      | Medellín                            | + 4 دقيقة 17 ث     |
| 7                     | جواكيم سيلفا ‏         | البرتغال      | W52-FC Porto                        | + 4 دقيقة 22 ث     |
| 8                     | جوناثان مونسالف       | فنزويلا       | Tianyoude Hotel                     | + 5 دقيقة 04 ث     |
| 9                     | أولكسندر بوليفودا     | أوكرانيا      | Ningxia Sports Lottery Livall Gusto | + 5 دقيقة 13 ث     |
| 10                    | Branislau Samoilau ‏   | روسيا البيضاء | Minsk Cycling Club                  | + 5 دقيقة 49 ث     |
| مصدر: ProCyclingStats |                       |               |                                     |                    |

### مرحلة 13
هي مرحلة مسطحة، أجريت في 27 يوليو 2019، وامتدّت لمسافة 117 كيلومتر فاز بالمرحلة  ماثيو جيبسون، ومتصدر الترتيب العام في نهاية المرحلة  Robinson Chalapud ‏.
| التصنيف العام         | التصنيف العام         | التصنيف العام | التصنيف العام                       | التصنيف العام      |
| العداء                | العداء                | البلد         | الفريق                              | الوقت              |
| --------------------- | --------------------- | ------------- | ----------------------------------- | ------------------ |
| 1                     | Robinson Chalapud ‏    | كولومبيا      | Medellín                            | 37 س 18 دقيقة 40 ث |
| 2                     | أوسكار سبييا ريبيرا   | إسبانيا       | Medellín                            | + 1 دقيقة 44 ث     |
| 3                     | بنيامين ديبول         | أستراليا      | Sapura                              | + 2 دقيقة 37 ث     |
| 4                     | إريك بيرجستروم فريسك ‏ | السويد        | Memil                               | + 4 دقيقة 07 ث     |
| 5                     | يسيد سييرا            | كولومبيا      | Tianyoude Hotel                     | + 4 دقيقة 11 ث     |
| 6                     | روبيزون أويولا        | كولومبيا      | Medellín                            | + 4 دقيقة 17 ث     |
| 7                     | جواكيم سيلفا ‏         | البرتغال      | W52-FC Porto                        | + 4 دقيقة 22 ث     |
| 8                     | جوناثان مونسالف       | فنزويلا       | Tianyoude Hotel                     | + 5 دقيقة 04 ث     |
| 9                     | أولكسندر بوليفودا     | أوكرانيا      | Ningxia Sports Lottery Livall Gusto | + 5 دقيقة 13 ث     |
| 10                    | Branislau Samoilau ‏   | روسيا البيضاء | Minsk Cycling Club                  | + 5 دقيقة 49 ث     |
| مصدر: ProCyclingStats |                       |               |                                     |                    |

## التصنيف العام النهائي
| التصنيف العام         | التصنيف العام         | التصنيف العام | التصنيف العام                       | التصنيف العام      |
| الدراج                | الدراج                | البلد         | الفريق                              | الوقت              |
| --------------------- | --------------------- | ------------- | ----------------------------------- | ------------------ |
| 1.                    | Robinson Chalapud ‏    | كولومبيا      | Medellín                            | 37 س 18 دقيقة 40 ث |
| 2.                    | أوسكار سبييا ريبيرا   | إسبانيا       | Medellín                            | + 1 دقيقة 44 ث     |
| 3.                    | بنيامين ديبول         | أستراليا      | Sapura                              | + 2 دقيقة 37 ث     |
| 4.                    | إريك بيرجستروم فريسك ‏ | السويد        | Memil                               | + 4 دقيقة 07 ث     |
| 5.                    | يسيد سييرا            | كولومبيا      | Tianyoude Hotel                     | + 4 دقيقة 11 ث     |
| 6.                    | روبيزون أويولا        | كولومبيا      | Medellín                            | + 4 دقيقة 17 ث     |
| 7.                    | جواكيم سيلفا ‏         | البرتغال      | W52-FC Porto                        | + 4 دقيقة 22 ث     |
| 8.                    | جوناثان مونسالف       | فنزويلا       | Tianyoude Hotel                     | + 5 دقيقة 04 ث     |
| 9.                    | أولكسندر بوليفودا     | أوكرانيا      | Ningxia Sports Lottery Livall Gusto | + 5 دقيقة 13 ث     |
| 10.                   | Branislau Samoilau ‏   | روسيا البيضاء | Minsk Cycling Club                  | + 5 دقيقة 49 ث     |
| مصدر: ProCyclingStats |                       |               |                                     |                    |

### تصنيف النقاط
| تصنيف النقاط          | تصنيف النقاط       | تصنيف النقاط    | تصنيف النقاط                        | تصنيف النقاط |
| الدراج                | الدراج             | البلد           | الفريق                              | الوقت        |
| --------------------- | ------------------ | --------------- | ----------------------------------- | ------------ |
| 1.                    | إدوارد مايكل جروسو | رومانيا         | Delko Marseille Provence            | 117 نقطة     |
| 2.                    | Bas van der Kooij ‏ | هولندا          | Monkey Town Continental             | 86 نقطة      |
| 3.                    | Imerio Cima ‏       | إيطاليا         | Nippo-Vini Fantini-Faizanè          | 85 نقطة      |
| 4.                    | Georgios Bouglas ‏  | اليونان         | Ningxia Sports Lottery Livall Gusto | 79 نقطة      |
| 5.                    | Roy Eefting ‏       | هولندا          | Memil                               | 67 نقطة      |
| 6.                    | ماثيو جيبسون       | المملكة المتحدة | برجس بي إتش                         | 50 نقطة      |
| 7.                    | نيكولا ماريني      | إيطاليا         | Tianyoude Hotel                     | 48 نقطة      |
| 8.                    | Robinson Chalapud ‏ | كولومبيا        | Medellín                            | 46 نقطة      |
| 9.                    | Siarhei Papok ‏     | روسيا البيضاء   | Minsk Cycling Club                  | 43 نقطة      |
| 10.                   | دانيال لوبيز       | إسبانيا         | برجس بي إتش                         | 39 نقطة      |
| مصدر: ProCyclingStats |                    |                 |                                     |              |

### تصنيف الجبال
| تصنيف الجبال          | تصنيف الجبال        | تصنيف الجبال  | تصنيف الجبال                         | تصنيف الجبال |
| الدراج                | الدراج              | البلد         | الفريق                               | الوقت        |
| --------------------- | ------------------- | ------------- | ------------------------------------ | ------------ |
| 1.                    | هيرنان أغيري        | كولومبيا      | Interpro Cycling Academy             | 64 نقطة      |
| 2.                    | ألفارو دوارتي       | كولومبيا      | China Continental Team of Gansu Bank | 56 نقطة      |
| 3.                    | Robinson Chalapud ‏  | كولومبيا      | Medellín                             | 54 نقطة      |
| 4.                    | جوناثان مونسالف     | فنزويلا       | Tianyoude Hotel                      | 30 نقطة      |
| 5.                    | Cristhian Montoya ‏  | كولومبيا      | Medellín                             | 30 نقطة      |
| 6.                    | Alex Molenaar ‏      | هولندا        | Monkey Town                          | 20 نقطة      |
| 7.                    | جواكيم سيلفا ‏       | البرتغال      | W52-FC Porto                         | 19 نقطة      |
| 8.                    | Branislau Samoilau ‏ | روسيا البيضاء | Minsk Cycling Club                   | 18 نقطة      |
| 9.                    | ماريو فوجت ‏         | ألمانيا       | Sapura                               | 16 نقطة      |
| 10.                   | Artur Fedosseyev ‏   | كازاخستان     | Shenzhen Xidesheng                   | 15 نقطة      |
| مصدر: ProCyclingStats |                     |               |                                      |              |

## تصنيف الفرق

### الفرق حسب الوقت
| تصنيف الفرق حسب الوقت | تصنيف الفرق حسب الوقت               | تصنيف الفرق حسب الوقت | تصنيف الفرق حسب الوقت |
| الفريق                | الفريق                              | البلد                 | الوقت                 |
| --------------------- | ----------------------------------- | --------------------- | --------------------- |
| 1.                    | Medellín                            | كولومبيا              | 110 س 19 دقيقة 12 ث   |
| 2.                    | Tianyoude Hotel                     | جمهورية الصين الشعبية | + 6 دقيقة 50 ث        |
| 3.                    | Delko Marseille Provence            | فرنسا                 | + 10 دقيقة 55 ث       |
| 4.                    | Mitchelton-BikeExchange             | جمهورية الصين الشعبية | + 19 دقيقة 01 ث       |
| 5.                    | W52-FC Porto                        | البرتغال              | + 19 دقيقة 01 ث       |
| 6.                    | Sapura                              | ماليزيا               | + 20 دقيقة 35 ث       |
| 7.                    | Bike Aid                            | ألمانيا               | + 22 دقيقة 30 ث       |
| 8.                    | Ningxia Sports Lottery Livall Gusto | جمهورية الصين الشعبية | + 22 دقيقة 30 ث       |
| 9.                    | Neri Sottoli-Selle Italia-KTM       | إيطاليا               | + 28 دقيقة 47 ث       |
| 10.                   | Monkey Town Continental             | هولندا                | + 40 دقيقة 44 ث       |
| مصدر: ProCyclingStats |                                     |                       |                       |

## وصلات خارجية
- لمحة عن سباق طواف بحيرة تشينغهاي 2019 على موقع  ProCyclingStats   (برو  سايكلنج  ستاتس) - إحصاءات  محترفي  الدراجات.
- طواف بحيرة تشينغهاي 2019 على موقع إحصائيات الدراجات الإحترافية (الإنجليزية)